# 平成17年台風第19号
平成17年台風第19号（へいせい17ねんたいふうだい19ごう、アジア名：Longwang）は、2005年9月に発生し、台湾と中国に大きな被害をもたらした台風である。

## 概要

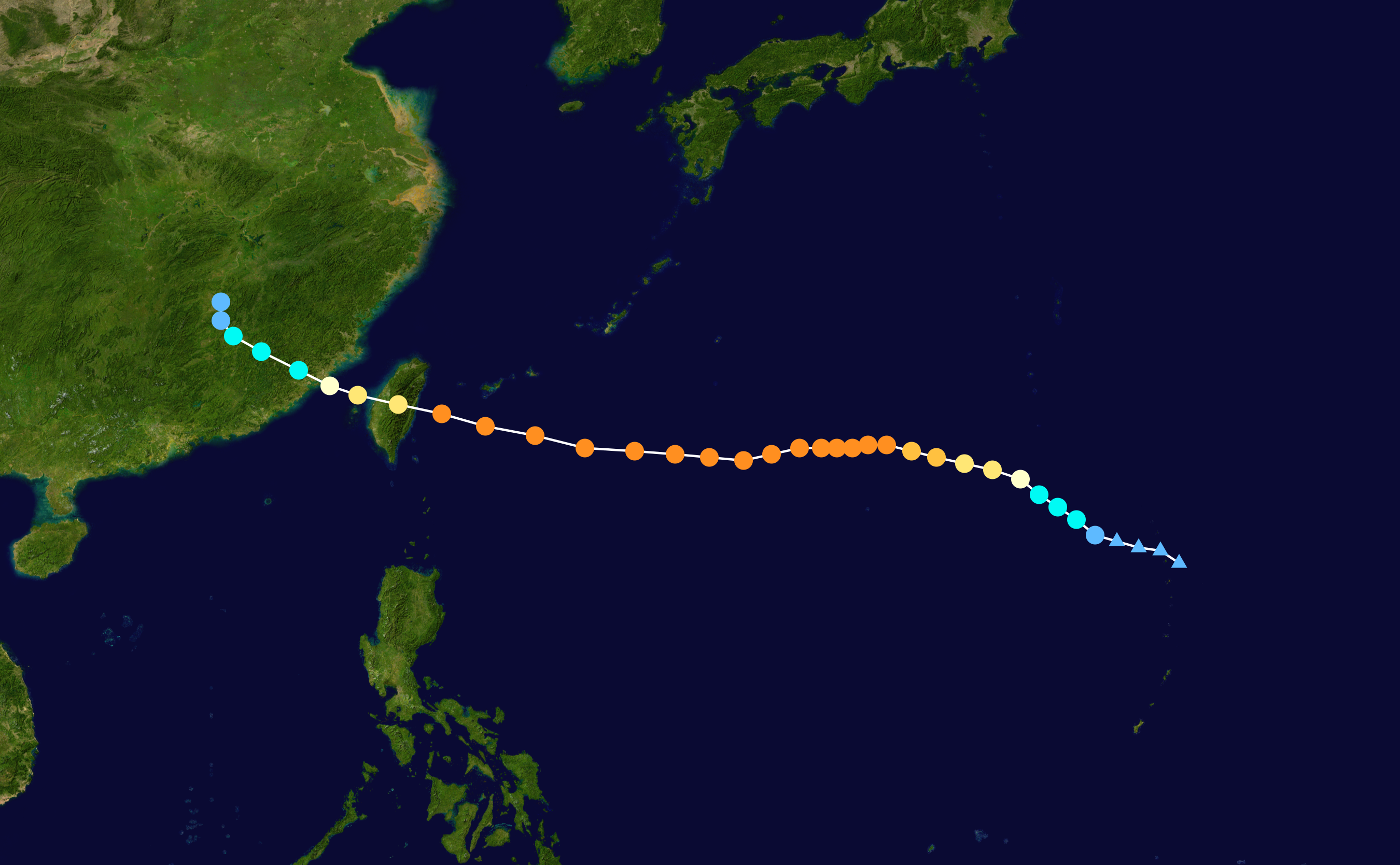
進路図

日本時間の9月26日9時、マリアナ諸島近海で台風19号が発生し、アジア名「ロンワン（Longwang）」と命名された。命名国は中国で、「龍の王」を意味する。また、フィリピン大気地球物理天文局（PAGASA）はこの台風について、フィリピン名「マリン（Maring）」と命名している。台風は西に進み、大東諸島の南を通過した後、10月2日6時15分頃に花蓮県に上陸し台湾を横断した。その後は勢力が衰えて台湾海峡を通り、中国福建省に再上陸した後、消滅した。

## 影響・被害
台風が接近した沖縄県石垣市では90世帯近くが停電したほか、4人が負傷した。沖縄での航空便の欠航は28便に及んだという。大東海運の那覇-南北大東島間の定期船は、29日に那覇を出航する予定だった便が10月3日に延期された。10月2日にうるま市で開催が予定されていた「第二十回全島獅子舞フェスティバル」は、台風の接近により10月9日に延期することが決定された。
10月2日、花蓮県豊浜郷付近に上陸し、台湾北部では交通機関のほとんどが停止した。10月1日午前0時から10月2日午前5時までの各地の最大累積降雨量は宜蘭県太平山で307mm、花蓮県新城郷で220mm、台中県で134mmを記録した。また37人が負傷し、76万世帯が停電した。花蓮では2日午前に、最大瞬間風速64.9m/sを観測。
中国の福建気象台は台風の接近に伴い、「重大気象災害預警応急預案」に基づき、「中国首次重大気象災害II級」を発令した。台風の直撃を受けると予想された厦門市では、厳重な警戒体制に入り、航路も欠航となった。
この台風により、台湾と中国で特に大きな被害が生じ、中国で147人、台湾で2人がそれぞれ死亡し、合計149人の死者が出た。

## その他
この台風のアジア名である「ロンワン（Longwang）」は、この台風限りで使用中止となり、次順からは「ハイクイ（Haikui）」というアジア名が使用されることになった。